# Green River (Utah)
Green River je ena daljših rek v ZDA. 1.175 km dolga reka teče po ozemlju treh ameriških zveznih držav (Wyoming, Utah in Kolorado), nakar se izlije v reko Kolorado (je njen največji pritok).
Na večjem delu svoje poti je reke izdolbla več kanjonov.